# Caddiu
Caddiu ist eine Rotweinsorte, die in der italienischen Region Sardinien kultiviert wird. Sie wird im Allgemeinen nicht reinsortig ausgebaut, sondern als Verschnittpartner mit den Rebsorten Bovale Grande, Nieddera und Monica Nera verwendet. Obwohl ihr Anbau in den Provinzen Cagliari und  Oristano empfohlen wird, lag die bestockte Rebfläche in den 1990er Jahren bei geringen 6 Hektar. Im unteren Teil des Flusstals des Tirso entsteht aus dieser Mischung der Wein Solanas.
Kleinere Anpflanzungen sind auch in Argentinien und Frankreich bekannt.
Die Rebsorte wurde erstmals vom Ampelographen Bruno Bruni beschrieben.

## Synonyme
Die Rebsorte Caddiu ist auch unter den Namen Caddeo, Caddiu nieddu, Caddu, Niedda, Nieddda perda serra, Perda und Serra bekannt.

## Ampelographische Sortenmerkmale
In der Ampelographie wird der Habitus folgendermaßen beschrieben:
- Die Triebspitze ist offen. Sie ist nur weißwollig behaart und die Spitzen sind karminrot gefärbt. Die welligen Jungblätter sind nur spinnwebig behaart.
- Die großen, nahezu fünfeckigen Blätter sind fünflappig und tief gebuchtet. Die Stielbucht ist V-förmig offen. Das Blatt ist spitz gesägt. Die Zähne sind im Vergleich der Rebsorten groß. Die Blattoberfläche (auch Spreite genannt) ist blasig derb.
- Die konus- bis walzenförmige Traube ist klein bis mittelgroß und mäßig dichtbeerig. Die rundlichen Beeren sind mittelgroß und von violett-schwarzer Farbe. Die Beerenschale ist dick.

Die Rebsorte reift ca. 30 – 35 Tage nach dem Gutedel und gilt somit im internationalen Vergleich als sehr spät reifend.
Die Erträge der Sorte sind stark schwankend und erklären die geringe Bedeutung.